# Mělník (distrikt)

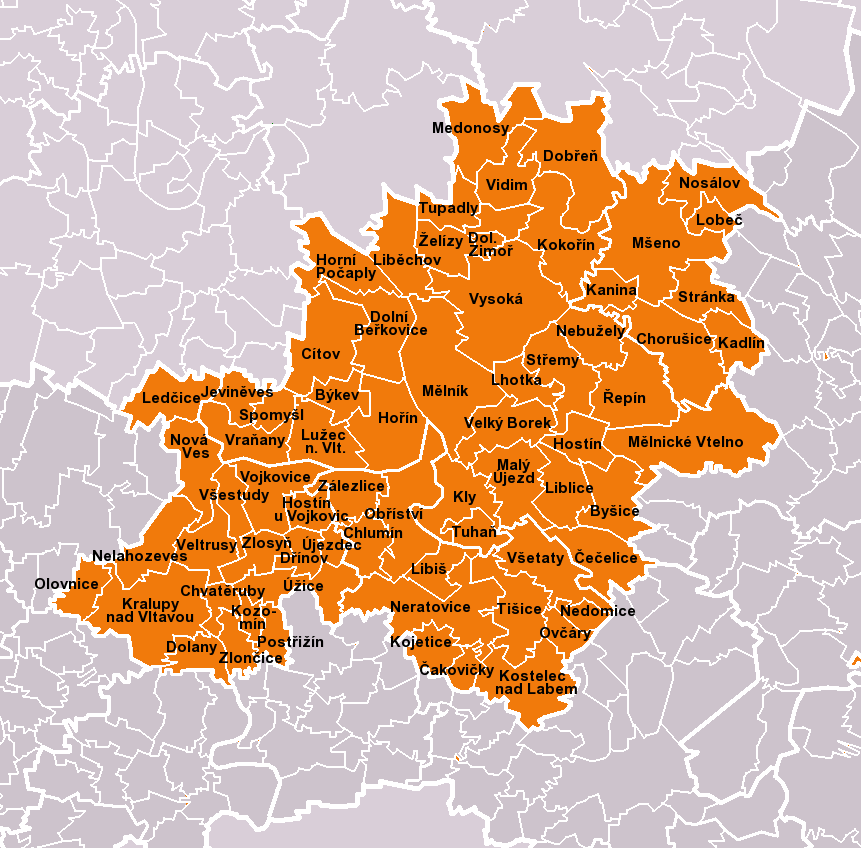
Städer och byar

Mělník (tjeckiska: Okres Mělník) är ett distrikt i Mellersta Böhmen i Tjeckien. Centralort är Mělník.

## Komplett lista över städer och byar
(städer, köpstäder och byar)
- Býkev
- Byšice
- Cítov
- Čakovičky
- Čečelice
- Dobřeň
- Dolany
- Dolní Beřkovice
- Dolní Zimoř
- Dřínov
- Horní Počaply
- Hořín
- Hostín
- Hostín u Vojkovic
- Chlumín
- Chorušice
- Chvatěruby
- Jeviněves
- Kadlín
- Kanina
- Kly
- Kojetice
- Kokořín
- Kostelec nad Labem
- Kozomín
- Kralupy nad Vltavou
- Křenek
- Ledčice
- Lhotka
- Liběchov
- Libiš
- Liblice
- Lobeč
- Lužec nad Vltavou
- Malý Újezd
- Medonosy
- Mělnické Vtelno
- Mělník
- Mšeno
- Nebužely
- Nedomice
- Nelahozeves
- Neratovice
- Nosálov
- Nová Ves
- Obříství
- Olovnice
- Ovčáry
- Postřižín
- Řepín
- Spomyšl
- Stránka
- Střemy
- Tišice
- Tuhaň
- Tupadly
- Újezdec
- Úžice
- Velký Borek
- Veltrusy
- Vidim
- Vojkovice
- Vraňany
- Všestudy
- Všetaty
- Vysoká
- Zálezlice
- Zlončice
- Zlosyň
- Želízy